# 구스우라촌
구스우라촌(일본어: 楠浦村)은 일본 구마모토현 아마쿠사군에 설치되었던 촌이다. 

## 역사
- 1889년 4월 1일 - 정촌제 시행에 의해 구스우라촌이 성립하였다.
- 1954년 4월 1일 - 사이쓰촌, 가메바촌, 시카키촌, 시모우라촌, 하지우토촌, 혼촌과 합병해 혼도시가 성립하였다.

## 참고 문헌
- 角川日本地名大辞典編纂委員会, 『角川日本地名大辞典 43 熊本県』1987, 角川書店
- 「本渡市史」1992年